# Schoppen (beweging)

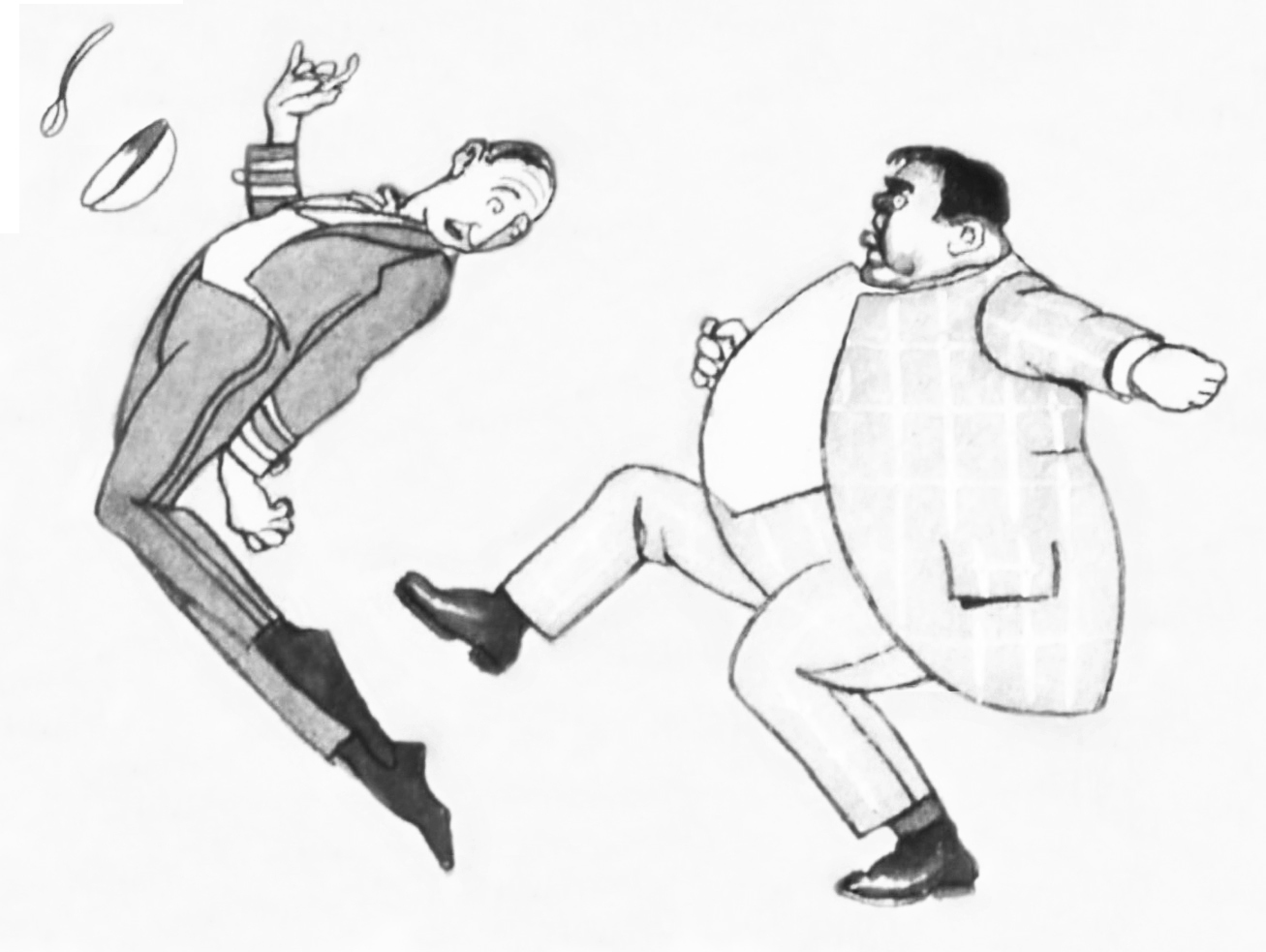

Schoppen of trappen is een handeling waarbij men een slag of stoot uitdeelt met behulp van de voet, benen of knie.
Schoppen wordt doorgaans gezien als een vorm van geweld daar men er anderen mee kan verwonden.

## Vechtsporten en -kunsten

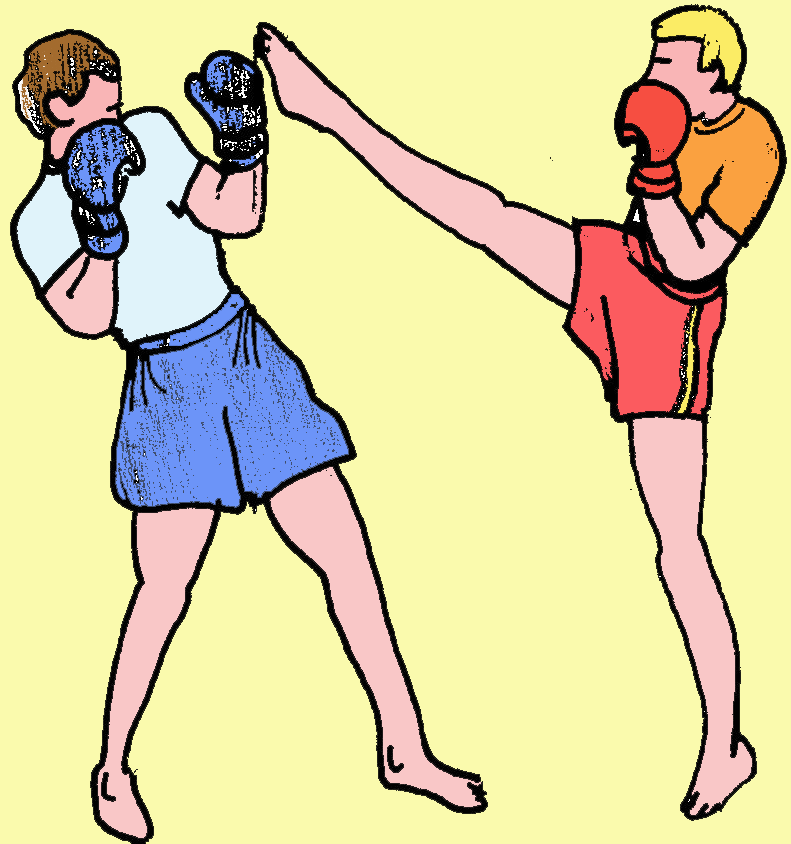
Trappen in een vechtsport.

Schoppen speelt ook een belangrijke rol binnen veel vechtsporten en vechtkunsten, zoals taekwondo, kung fu, wushu, karate, kickboksen, muay thai, capoeira, pencak silat, san shou, vovinam, Choy Li Fut en savate. Binnen deze vechtsporten en vechtkunsten bestaan verschillende vormen van schoppen.